# バンドル (アイドル)
バンドルとは、「バンド」と「アイドル」を掛け合わせた造語。バンド形式で活動する女性アイドルグループまたはアイドル的な要素やイメージを持ったガールズバンドを指す。

## 概要
元々は、2000年代に一世を風靡したZONEのキャッチコピーだった言葉である。ZONEは当時札幌市にあった芸能スクール「スタジオ・ランタイム」の生徒によりSPEEDをモデルとするダンスグループとして結成されたが、「GOOD DAYS」でメジャー・デビューを果たした頃は「楽器を演奏するふりをして踊る」という後のゴールデンボンバーのようなスタイルをとっていた。このような事情からバンドでもアイドルでもない音楽ユニットの新ジャンルとして「バンドル」という言葉が生み出されたのであるが、2001年に発売された通算3枚目のシングル「secret base 〜君がくれたもの〜」以降、ZONEは実際にガールズバンドとして楽器を演奏するようになり、それから2005年の解散後に発売されたベストアルバム『E 〜Complete A side Singles〜』までの全てのCDでオリコンチャート10位以内を記録。「バンドとアイドルの融合」を果たした始祖としてみなされるようになった。
以上のようにZONEそのもののスタイルが大きく変化したため、バンドルの概念も曖昧になっているが、山口真木はバンドルについて2001年以降のZONEを念頭に置き「まるでアイドルのように可愛い女の子バンド」と定義している。
その後2010年代に入ると漫画「けいおん!」などの影響から、チャットモンチー、SCANDALを筆頭に赤い公園、ねごと、SHISHAMO、Silent Sirenなどのガールズバンドが活躍し、「ガールズバンドブームの再来」とも呼ばれる時代が到来するが、山口はこれらのバンドのうちSCANDAL、Silent Siren、たんこぶちん、がんばれ!Victory（2014年にVictoryより改名）などが「バンドル」の概念に該当するとしている。中でもがんばれ!Victoryは「絶対生音主義バンドル」をコンセプトとして掲げ、バンドとしての音楽活動と並行して数々のアイドル的な"ミッション"にチャレンジしており、その中には公開体重測定といったものも含まれている。改名後は新たに「野球」もコンセプトに加えながらも、バンドとしてもアイドルとしても通用するグループを目指した活動を続け、実際に2014年には女性アイドルグループの祭典とされるTOKYO IDOL FESTIVALのステージに立った。こういった活動形態についてメンバーのまゆこは「バンドとしては、こういう奴らっていないと思うし、「バンドル」っていうのは新種だと思うんです」とインタビューで語っている。
がんばれ!Victoryは2017年春に解散するが、同時期にはSilent SirenやLe Lien、LoVendoЯ、Cyntiaなどがんばれ!Victoryの他にもTOKYO IDOL FESTIVALに出場したガールズバンドがあるほか、アイドル側ではAKB48がバンド形式の楽曲「GIVE ME FIVE!」を発表したり（練習の結果、参加メンバー全員が、担当楽器を演奏出来るようになった）、PASSPO☆がバンド形式でのライブを開催したりするなどの動きがあり、また凸凹凸凹-ルリロリ-は「バンドとダンスの二刀流」を掲げて活動を行うなど、ガールズバンドとアイドルの接近が続いている。また余談ではあるが、過去にはチェッカーズやC-C-Bのようなバンド形式で活躍する男性アイドルグループも存在し、2010年代ではスターダストプロモーションから結成されたDISH//などがバンドとアイドルの両方の性質を持った男性グループとして活躍している。